# Гудвин (Јужна Дакота)
Гудвин (енгл. Goodwin) град је у америчкој савезној држави Јужна Дакота.

## Демографија
По попису из 2010. године број становника је 146, што је 14 (-8,8%) становника мање него 2000. године.
| Група             | 2000.       | 2010.       |
| Белци             | 152 (95,0%) | 129 (88,4%) |
| Афроамериканци    | 0 (0,0%)    | 0 (0,0%)    |
| Азијати           | 0 (0,0%)    | 0 (0,0%)    |
| Хиспаноамериканци | 5 (3,1%)    | 15 (10,3%)  |
| Укупно            | 160         | 146         |